# ベルフラワー (カリフォルニア州)
ベルフラワー（Bellflower）は、アメリカ合衆国カリフォルニア州ロサンゼルス郡の都市。人口は7万9190人（2020年）。ロサンゼルス市の郊外に位置する。市名は1900年代初頭に地元の果樹園で栽培されていたベル・フルール（リンゴの一種）に由来する。

## 歴史
入植初期は、オランダ、日本、ポルトガル系の酪農家によって小さなコミュニティが形成された。第二次世界大戦後に資産価値が暴騰するまで、ベルフラワーと近隣のパラマウントでは初めのうちはリンゴ、後に牛乳の南カリフォルニアにおける生産の中心地となっていた。
ロサンゼルスへの併合を不動産組合に脅され、農家の大半は東に数マイル離れた「デアリーバレー」（現在のセリトス、サイプレス、ラパルマ周辺）へ移動した。
1950年代から60年代後半にかけ、市の大通りであるベルフラワー・ブールバードは賑やかな商店街だった。多くの商店、レストランのチェーン店、中～高級のブティック、芸術・工芸品店、他にも多くの小さな商店が大きなデパートや銀行のそばに並んでいた。

## 地理
市は北でダウニー、東でノーウォークとセリトス、南でレイクウッド、南西でロングビーチ、西でパラマウントとそれぞれ接している。
アメリカ合衆国国勢調査局によると、市域全面積は6.2平方マイル (16 km2)で、このうち陸地は6.1平方マイル (16 km2)水域は0.1平方マイル (0.26 km2)で水域率は0.86%である。

## 人口動態

### 2010年国勢調査
以下は2010年国勢調査による人口統計データである。
| 基礎データ - 人口: 76,616 人 - 世帯数: 23,651 世帯 - 家族数: 17,769 家族 - 人口密度: 4,794.1人/km2（12,461.7人/mi2） - 住居数: 24,897軒 - 住居密度: 1,557.9軒/km2（4,034.9 軒/mi2） - 持家: 9,459軒（40.0%） - 賃貸: 14,912軒（60.0%） - 空家・空室率 - 持家: 1.7% - 賃貸: 5.1% - 住人 - 持家: 31,897人（41.6%） - 賃貸: 43,980人（57.4%) - 集団生活者: 399人（0.5%） - 施設収容者:340人（0.4%） 人種別人口構成 - 白人: 42.2%（ヒスパニックを除くと19.5％） - アフリカン・アメリカン: 14.0% - ネイティブ・アメリカン: 1.0% - アジア人: 11.6% - 太平洋諸島系: 0.8% - その他の人種:25.8% - 混血: 4.7% - ヒスパニック・ラテン系: 52.3% | 年齢別人口構成 - 18歳未満: 28.4% - 18-24歳: 11.1% - 25-44歳: 29.3% - 45-64歳: 22.6% - 65歳以上: 8.6% - 年齢の中央値: 31.9歳 - 性比（女性100人あたり男性の人口） - 総人口: 94.4 - 18歳以上: 90.6 世帯と家族（対世帯数） - 18歳未満の子供がいる: 46.6% - 結婚・同居している夫婦: 46.5% - 未婚・離婚・死別女性が世帯主: 20.3% - 未婚・離婚・死別男性が世帯主: 8.3% - 未婚の異性のカップル: 7.0% - 同性のカップル: 0.7% - 単身世帯: 19.5% - 65歳以上の老人1人暮らし: 6.5% - 平均構成人数 - 世帯: 3.21人 - 家族: 3.67人 収入と家計 - 収入の中央値 - 世帯: 50,765 米ドル - 貧困線以下: 15.9% |

## 経済

### 主要な雇用主
市の包括的年間財務報告書2011年版によれば、市内の雇用主トップ10は以下の通りである。
| 順位 | 雇用主                           | 従業員数 |
| ---- | -------------------------------- | -------- |
| 1    | ベルフラワー・メディカルセンター | 530      |
| 2    | カイザー・パーマネンテ           | 271      |
| 3    | タイムワーナー・ケーブル         | 186      |
| 4    | ハリウッドスポーツ               | 167      |
| 5    | ベルフラワー市                   | 163      |
| 6    | Kマート                          | 132      |
| 7    | ベル・トゥーレン保養所           | 120      |
| 8    | ウッドラフ保養所                 | 117      |
| 9    | ベルフラワー歯科組合             | 106      |
| 10   | ステーターブラザーズ             | 95       |

## 政治
ベルフラワーにはロサンゼルス郡第23消防署、第98消防署がある。救急搬送はケア・アンビュランス・サービスが行っている。
レイクウッド市にあるロサンゼルス郡保安局のレイクウッド局がベルフラワー市も管轄している。
また市内には保安局のベルフラワー支局もある。
市は州議会上院では第32区に属しており、ノーマ・トーレス（民主党）が選出されている。州議会下院では第58区に属しており、クリスティーナ・ガルシア（民主党）が選出されている。
連邦議会下院ではカリフォルニア州第38、第40選挙区に属しており、
リンダ・サンチェス（民主党）、ルシール・ロイバル＝アラード（民主党）がそれぞれ選出されている.。
アメリカ合衆国郵便公社ベルフラワー郵便局がフラワー・ストリート9835番地にある。

## 交通
アーテジア・フリーウェイ（カリフォルニア州道91号線）が市の南部を東西に通過している。サンガブリエル・リバー・フリーウェイ（州間高速道路605号線）は市のすぐ東側を南北に走っている。センチュリー・フリーウェイ（州間国速道路105号線）は市のすぐ北側を東西に走っている。
市のバス路線はロサンゼルス郡都市圏交通局とロングビーチ・トランジットによって運行されている。ローカルバスのベルフラワー・バスも路線バスを運行している。

## 教育
市の大半はベルフラワー統一学区内にある。市内には私立のセントジョン・ボスコ高校がある。

## 著名な出身者
- クリス・カーター - 映画監督、脚本家、テレビプロデューサー。
- ノマー・ガルシアパーラ - MLB選手。
- アンソニー・ゴース - MLB選手。
- シャナ・グラント - ヌードモデル、ポルノ女優。
- トレバー・ホフマン - MLB選手。通算601セーブ（歴代2位）を挙げた。
- ジェフ・ケント - MLB選手。
- ヴァネッサ・ラム - フィギュアスケート選手。
- ヴァル・パスクチ - 野球選手。2005年、2006年に千葉ロッテマリーンズに所属。
- カルロス・クエンティン - MLB選手。
- セルジオ・サントス - MLB選手。
- ウェンディ・マクレンドン＝コーヴィ - 女優。
- スールマン家の八つ子 - 全員が1週間以上生存することが出来た初の八つ子。